# Rio (album)
Pour les articles homonymes, voir Rio.
Albums de Duran Duran
Duran Duran
(1981) Carnival
(1982)
Singles
1. My Own Way
Sortie : 16 novembre 1981
2. Hungry Like the Wolf
Sortie : 4 mai 1982
3. Save a Prayer
Sortie : 9 août 1982
4. Rio
Sortie : 1 novembre 1982

Rio est le second album studio de Duran Duran, sorti en 1982.

## Historique
Le 1er titre enregistré et sorti comme single, est My Own Way, produit par Colin Thurston et enregistré aux studios Townhouse de Londres en octobre 1981. Cependant, le groupe regrettera d'avoir sorti trop rapidement ce morceau, qui ressemble davantage à une démo.
L'écriture du reste de l'album débute en janvier 1982. L'enregistrement a lieu au printemps 1982 aux studios AIR de Londres, toujours sous la houlette du producteur Colin Thurston. Une autre version de My Own Way, quelque peu différente de la version single, est également enregistrée. Plusieurs conflits naissent durant la conception de l'album, notamment autour du morceau The Chauffeur, dont la version de l'album, chapeautée par le membre-fondateur Nick Rhodes, déplait au guitariste Andy Taylor.
Hungry Like the Wolf, le second single, sort au Royaume-Uni le 14 mai 1982 et se classe 5e des charts dès le 15 mai.

## Pochette
La pochette de l'album a été créée par Patrick Nagel (en), qui a notamment dessiné des pin-up pour le magazine Playboy et qui décèdera deux ans après la sortie de l'album. Cette collaboration avec l'artiste sera suggérée par les frères Berrow, premiers managers du groupe et propriétaires de la boîte de nuit Rum Runner dans laquelle ils se sont souvent produits.
Cette pochette sera fortement réutilisée et détournée même par Duran Duran eux-mêmes : pour la pochette arrière de Medazzaland alors que la pochette avant de Paper Gods reprend les lèvres du visage féminin,.

## Duran Duran en Amérique
La 1re version sortie aux États-Unis était d'une mauvaise qualité sonore. De plus, le genre musical de Duran Duran n'était pas très populaire en Amérique. Pour cela, le groupe bâtit un grand plan de communication et de promotion et réalise notamment des vidéos avec le réalisateur Russell Mulcahy. Il filme également des concerts au Sri Lanka et Antigua. Pour l'anecdote, le guitariste Andy Taylor y attrapera la malaria et devra retourner en Angleterre, retardant ainsi la tournée européenne du groupe.

## Le succès
L'album devient disque d'or aux États-Unis le 1er mars 1983, disque de platine le 26 avril 1983, pour ensuite devenir double disque de platine. Toujours aux États-Unis, il se classe 6e au Billboard 200 le 5 juin 1983. L'album restera au Billboard 200 pendant 129 semaines - soit presque deux ans et demi ! Quant au Royaume-Uni, l'album se hissera à la seconde place, et deviendra disque de platine.

## Rioet les classements
En 2000, l'album est classé 98e par le magazine Q dans son classement des 100 meilleurs albums britanniques. En 2002, Pitchfork le classe 95e du Top 100 des albums des années 1980.
En 2003, c'est au tour du magazine NME de classer Rio à la 65e des 100 meilleurs albums de tous les temps. En 2004, le College Music Journal estime que l'album est n°1 des albums sortis en 1982. En 2006, Rio figure dans l'ouvrage Les 1001 albums qu'il faut avoir écoutés dans sa vie. En avril 2013, il est classé 3e parmi les 100 meilleurs albums de tous les temps par la radio BBC Radio 2.

## Liste des titres
1. Rio – 5:33
2. My Own Way – 4:51
3. Lonely In Your Nightmare – 3:50
4. Hungry Like the Wolf – 3:41
5. Hold Back the Rain (version album) – 3:47
6. New Religion – 5:31
7. Last Chance on the Stairway – 4:18
8. Save a Prayer (version single) – 5:25
9. The Chauffeur – 5:12

### Réédition
| CD 1 1. Rio – 5:37 2. My Own Way – 4:51 3. Lonely In Your Nightmare – 3:51 4. Hungry Like The Wolf – 3:41 5. Hold Back The Rain – 4:00 6. New Religion – 5:32 7. Last Chance On The Stairway – 4:21 8. Save A Prayer – 5:33 9. The Chauffeur – 5:22 10. Rio (remix album US) – 5:25 11. My Own Way (Carnival remix) – 4:29 12. Lonely In Your Nightmare (remix album US) – 4:52 13. Hungry Like The Wolf (remix album US) – 4:03 14. Hold Back The Rain (remix album US) – 6:31 - Pistes 1 à 9 : titres originaux de 1982 - Pistes 10 à 14 : extraits de l'album remixé par David Kershenbaum, paru en novembre 1982 | CD 2 1. Last Chance On The Stairway (The Manchester Square Demo) – 5:04 2. My Own Way (The Manchester Square Demo) – 4:39 3. New Religion (The Manchester Square Demo) – 5:33 4. Like An Angel (The Manchester Square Demo) – 5:03 5. My Own Way (version originale 7) – 3:40 6. Like An Angel – 4:43 7. Careless Memories (live au Hammersmith Odeon) – 4:15 8. The Chauffeur (Blue Silver) (Early version) – 3:54 9. My Own Way (Night version) – 6:34 10. Hungry Like The Wolf (Night version) – 5:12 11. Rio (Night version) – 6:40 12. New Religion (Carnival remix) – 5:15 13. Hold Back The Rain (Carnival remix) – 7:01 14. My Own Way (version instrumentale) – 6:35 15. Hold Back The Rain (remix alternatif) – 6:41 - Pistes 1 à 4 : démos enregistrées le 28 août 1981 - Pistes 5 à 8 : version inédites des singles et faces B - Pistes 9 à 13 : versions inédites et mixes - Pistes 14 à 15 : titres bonus digitaux |

## Classements
| Année | Classements et pays         | Meilleure position |
| ----- | --------------------------- | ------------------ |
| 1982  | Australie Kent Music Report | 1                  |
| 1982  | UK Albums Chart             | 2                  |
| 1983  | Billboard 200               | 6                  |